# Poslednjaja žertva
Poslednjaja žertva (Последняя жертва) è un film del 1975 diretto da Pëtr Todorovskij.

## Trama
Il film racconta di una donna pronta a sacrificare tutta la sua ricchezza per salvare una persona cara.